# چنگر جلیلوند
چنگر، روستایی از توابع بخش مرکزی شهرستان اسلام‌آباد غرب در استان کرمانشاه ایران است منبع درآمد اهالی روستا دامداری و کشاورزی می باشد چنگر به معنای چندین گورستان می باشد 

## جمعیت
این روستا در دهستان حومه شمالی قرار دارد و براساس سرشماری مرکز آمار ایران در سال ۱۴۰۱، جمعیت آن ۱۱۹۰ نفر (۳۱۵خانوار) بوده‌است.